# Departamento de Amazonas (Perú)
Amazonas es un departamento de la República del Perú. Su capital es Chachapoyas y su ciudad más poblada es Bagua Grande. Abarca 39,2 mil km² de agreste territorio, cubierto en su mayoría por la espesa selva de los afluentes del río Marañón, como el río Santiago y el río Utcubamba. Ubicado al norte del país, limita con los departamentos de Cajamarca al oeste, La Libertad al sur, San Martín al sureste, y Loreto al este, así como con la República del Ecuador al norte.  En censo 2017, el departamento registró una población total de 379 384 habitantes, con una densidad de 9,6 hab/km² que lo convierte en el cuarto con menor densidad poblacional, solo por delante de los departamentos de Ucayali, Loreto y Madre de Dios.
Durante el Virreinato, fue uno de los ocho partidos que llegó a tener la intendencia de Trujillo. En 1802 los pueblos de Lamas, Moyobamba y Tarapoto fueron transferidos del partido de Chachapoyas a la recién creada Comandancia General de Maynas. Ya en 1821 tras la independencia con el Reglamento Provisional del libertador don José de San Martín, Trujillo se convierte en departamento y Chachapoyas en una de sus provincias.  El 21 de noviembre de 1832 se crea el departamento de Amazonas con tres provincias: Chachapoyas, Pataz y Maynas, transferidas del departamento de La Libertad (llamado Trujillo hasta 1823). En 1840, la provincia de Pataz es retornada a La Libertad y en 1853 se separaron los territorios de Maynas para conformar el Gobierno Político-Militar de Loreto con capital en Moyobamba. Fue así que Chachapoyas quedó como provincia única del desmembrado departamento de Amazonas hasta la creación de la provincia de Luya en 1861. Le siguió la provincia de Bongará en 1870, la provincia de Rodríguez de Mendoza en 1932, la provincia de Bagua en 1941 y más recientemente la provincia de Utcubamba y la provincia de Condorcanqui en 1984.

## Toponimia
El actual territorio del departamento correspondió durante el Virreinato en su mayor parte al partido de Chachapoyas, uno de los siete que conformaron la intendencia de Trujillo. En 1821, tras la Independencia y con el Reglamento Provisional del libertador José de San Martín se convirtió al Chachapoyas en provincia y a Trujillo en departamento, que cambiaría de nombre a La Libertad en 1823. El 21 de noviembre de 1832 se crea el departamento de Amazonas transfiriendo las provincias liberteñas de Chachapoyas, Pataz y Maynas (en esta última se hallaban el río Amazonas y sus afluentes). El 10 de febrero de 1840, la provincia de Pataz es reintegrada al departamento de La Libertad y el 10 de marzo de 1853 se separaron los territorios de Maynas para conformar el Gobierno Político-Militar de Loreto con capital en Moyobamba. Fue así que quedó como remanente el nombre de "departamento de Amazonas" a la provincia de Chachapoyas, sin tomar en cuenta la evidente discordancia geográfica entre el nombre y la región que persiste hasta la actualidad. Se trata pues Amazonas de un topónimo residual y geográficamente incongruente, ya que el Amazonas no discurre por el actual departamento.

## Historia
En la cuenca baja del río Utcubamba, se desarrollaron las primeras huellas de los antiguos pobladores de Amazonas; Yamón, Lonya Grande, Chiñuña, Limones, Tablarrumi, Carachuca, presentan los íconos rupestres más antiguos de la región y que pertenecen al periodo precerámico. En la década de los 70 la arqueóloga Ruth M. Shady Solís, determinó que posterior a los primeros pobladores itinerantes, se asentó la gran cultura Bagua (1300-200 a. C.) perteneciente al periodo formativo, los lugares que ella trabajó se encuentran en las actuales provincias de Bagua y Utcubamba (Bagua, La Pêca - Morerilla, El Salado); la planicie del Utcubamba en el pasado jugó un rol primordial, pues era una especie de lugar de encuentro, entre los pobladores de la selva baja y las gentes venidas tanto del litoral como de las agreste cordillera, con la finalidad de trocar sus productos.
El 17 de abril de 1549, el capitán español Diego Palomino llegó al río Chuquimayo (Chinchipe), desde allí partió a visitar distintas comarcas de las actuales provincias de San Ignacio, Jaén, Utcubamba y Bagua. Tras haber inspeccionado el valle del bajo Utcubamba (margen derecha e izquierda) hizo una relación de lo más importante que le parecía y posteriormente remitió el documento al rey de España.
En La relación de Diego Palomino y en la relación anómina de la tierra de Jaén, se da cuenta de algunos aspectos de la vida social, política, económica de los pobladores del bajo Utcubamba en el siglo XVI.
- Viviendas usadas cuando llovía: constituidas por un conjunto de horcones; encima colocaban ramas de árbol, las mismas que cubrían con paja, en algunos casos las cercadas.
- Viviendas usadas cuando no llovía: semejantes a las anteriores, pero divergían, por no estar constituidas por paja, estos lechos los usaban cuando el calor era incesante por ser muy airosas.
- Indumentaria: en 1549, se estableció que el actual río Utcubamba se llamaría Bagua. En su margen izquierda se ubicaba el poblado del mismo nombre hoy denominado Bagua Grande, capital de la provincia de Utcubamba.

- Hombres: la vestimenta se elaborada con algodón; las prendas preferidas eran las camisetas, los bragueros y unas mantas vetadas de colores; en los molledos de los brazos usaban abolorios de hueso o concha.
- Mujeres: se cubrían con una mantilla pequeña, que la llevaban ceñida bajo el ombligo hasta medio muslo; traían una faja angosta a manera de chumbe, para cubrirse los pechos; se ataban en las corvas, por encima de las pantorrillas, muchas vueltas de cuenta de chaquira; los abolorios los llevaban tan apretados, que cuando se los sacaban, quedaba una señal de cuatro dedos de ancho muy honda.

- Estática capilar: traían los cabellos cumplidos, la cabellera trenzada por detrás en dos partes (como se trenzan las mujeres), además dos pequeños tranzados por cada lado del rostro.
- Dieta alimenticia: consumían los siguientes productos: maíz, achira, camote, yuca, racachas, maní, calabazas; con respecto a las frutas tenemos: zapotes, guabas, guayabas, lúcumas, tunas, caimitos, jaguas, paltas; a todo el suministro anterior el consumo era complementado con miel de abeja y la pesca en las quebradas y en el río.
- Eran grandes nadadores: Palomino quedó muy impresionado, por la forma tan maravillosa como se desplazaban los naturales al surcar el río Utcubamba; sabían nadar desde que empezaban a caminar tanto hombres como mujeres; las mujeres habituaban conducir algún hijo pequeño por el río y si detectaban peligro en tierra se zambullían con el niño, para salir buen trecho afuera; pasaban la comida de una ribera a otra, nadando, acostumbraban llevar calabazos debajo de las axilas o en el pecho.
- Desaparición: hacía 1580, la relación de la tierra de Jaén notifica que los habitantes del bajo Utcubamba, estaban completamente sometidos a las encomiendas; la tributación obligatoria, la imposición de trabajos en los lavaderos de oro y las epidemias (viruela, sarampión y el mal de bubas, etc.), poco a poco acabaron diezmándolos, hasta su total desaparición en el siglo XVIII.

### Otros datos históricos

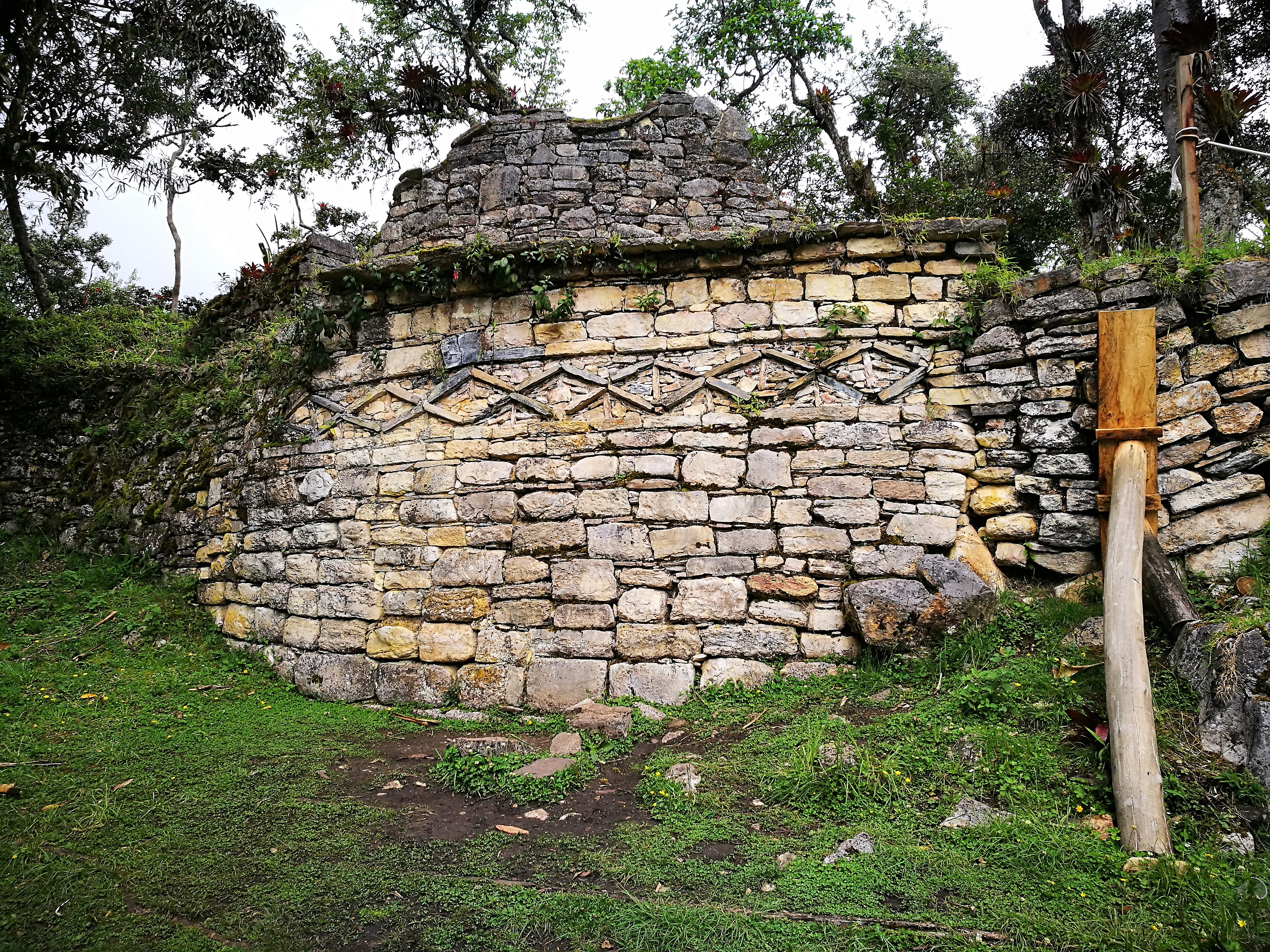
Kuélap.

En la parte sur del departamento de Amazonas se desenvolvió la prominente cultura Chachapoyas o Sachapuyos. Sus tumbas y ciudades, sus andenes y cerámicas, sus templos y fortalezas testimonian el avance alcanzado por esta civilización. La fortaleza de Kuélap representa su máximo legado. Por otro lado, en la provincia de Luya se desarrollaron las culturas Chipuric y Revach (800 a 1200 d. C.).
Alrededor de 1475 la región fue anexada al Imperio inca; luego, los españoles invadieron el territorio y fundaron el 5 de septiembre de 1538 La muy noble y leal ciudad del San Juan de la Frontera de los Chachapoyas hoy conocida simplemente como Ciudad de Chachapoyas. A partir de entonces ésta se convirtió en la capital del oriente peruano, pues Chachapoyas gravitó como centro de operaciones para la conquista de la selva. Al cabo, los pobladores apoyaron la independencia y en abril de 1821 secundaron la acción del ejército de José de San Martín y Matorras, desconociendo la autoridad española. Teniendo como consecuencia la gran batalla de Higos Hurcos el 6 de junio de 1821 donde las fuerzas patriotas amazonenses al mando de Matea Rimachi consiguen el triunfo por la libertad ante el dominio español.

### Historia reciente
En 1995, la zona fronteriza con Ecuador fue escenario de la guerra del Cenepa.
En el 2009, un conflicto social ocasionado por la promulgación de dos decretos legislativos que afectaban a las comunidades indígenas causó el enfrentamiento entre la policía y nativos denominado como Baguazo dejando 33 personas muertas.

## Geografía

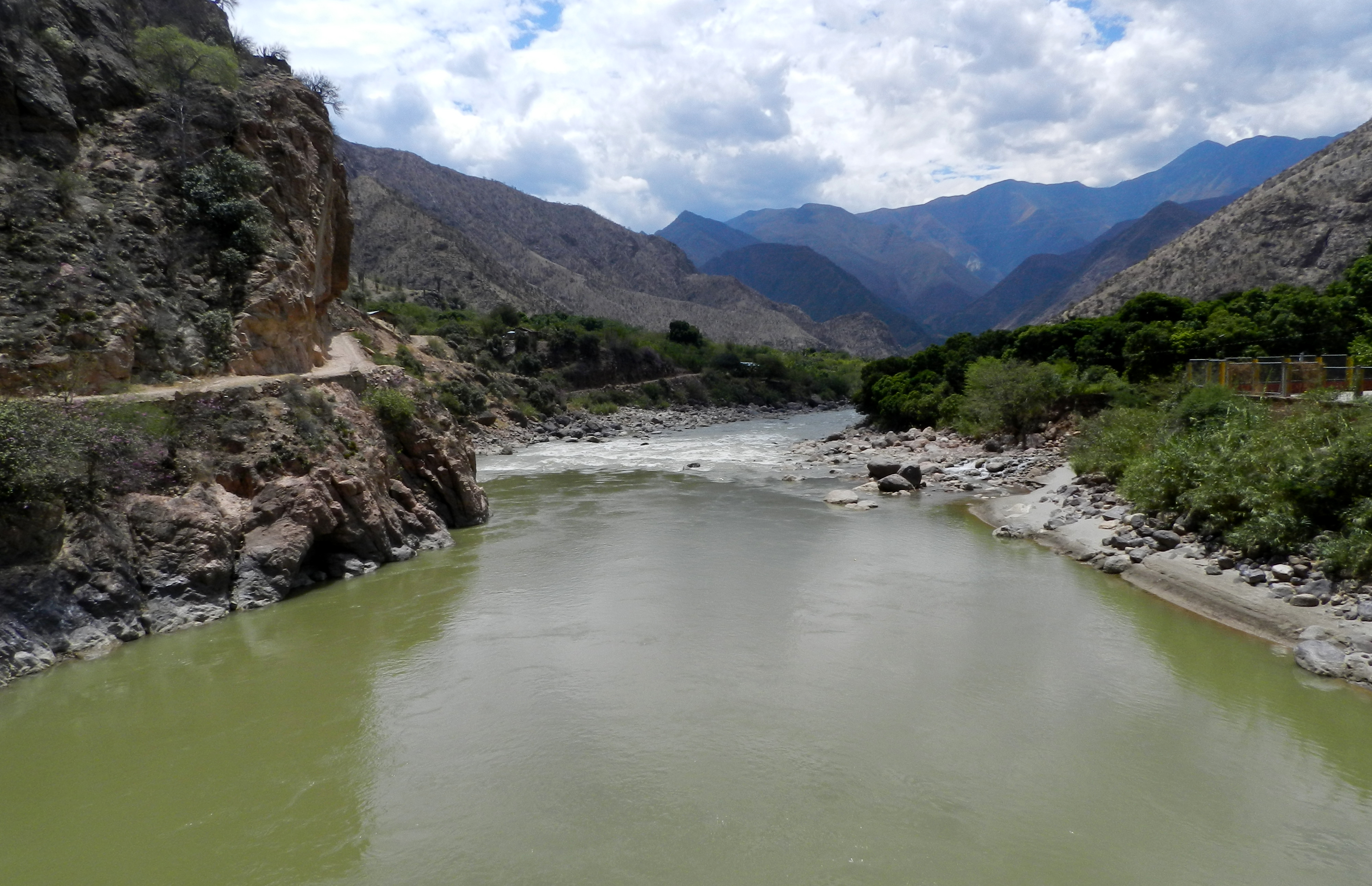
Río Marañon, a su paso por la Región.

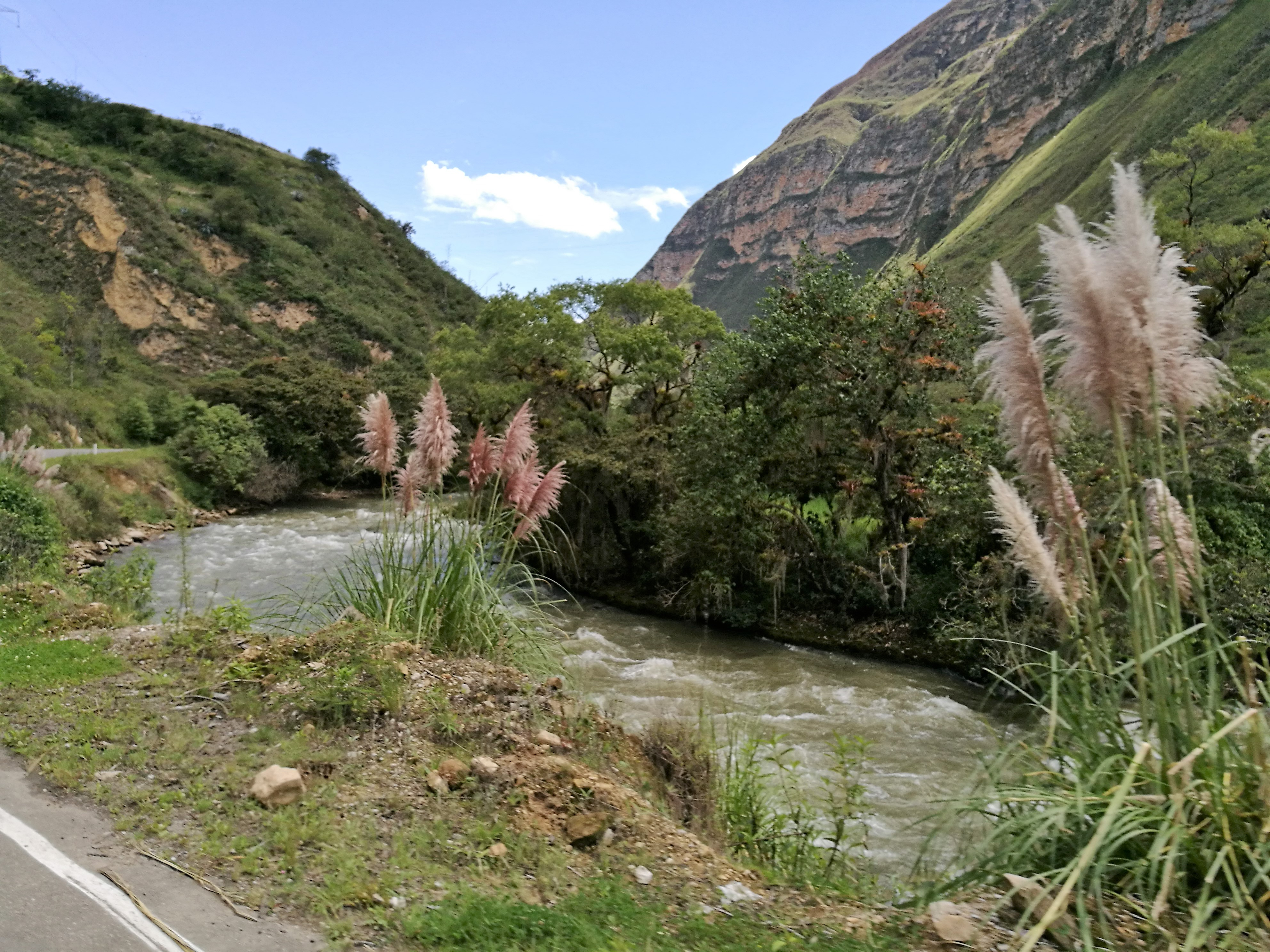
Río Utcubamba.

El departamento cuenta con una superficie de 4 205 038 hectáreas y alberga ecosistemas como la selva baja, selva alta o yungas, ecosistemas andinos y bosque seco tropical. La región se divide en 7 provincias y 84 distritos.

### Hidrografía

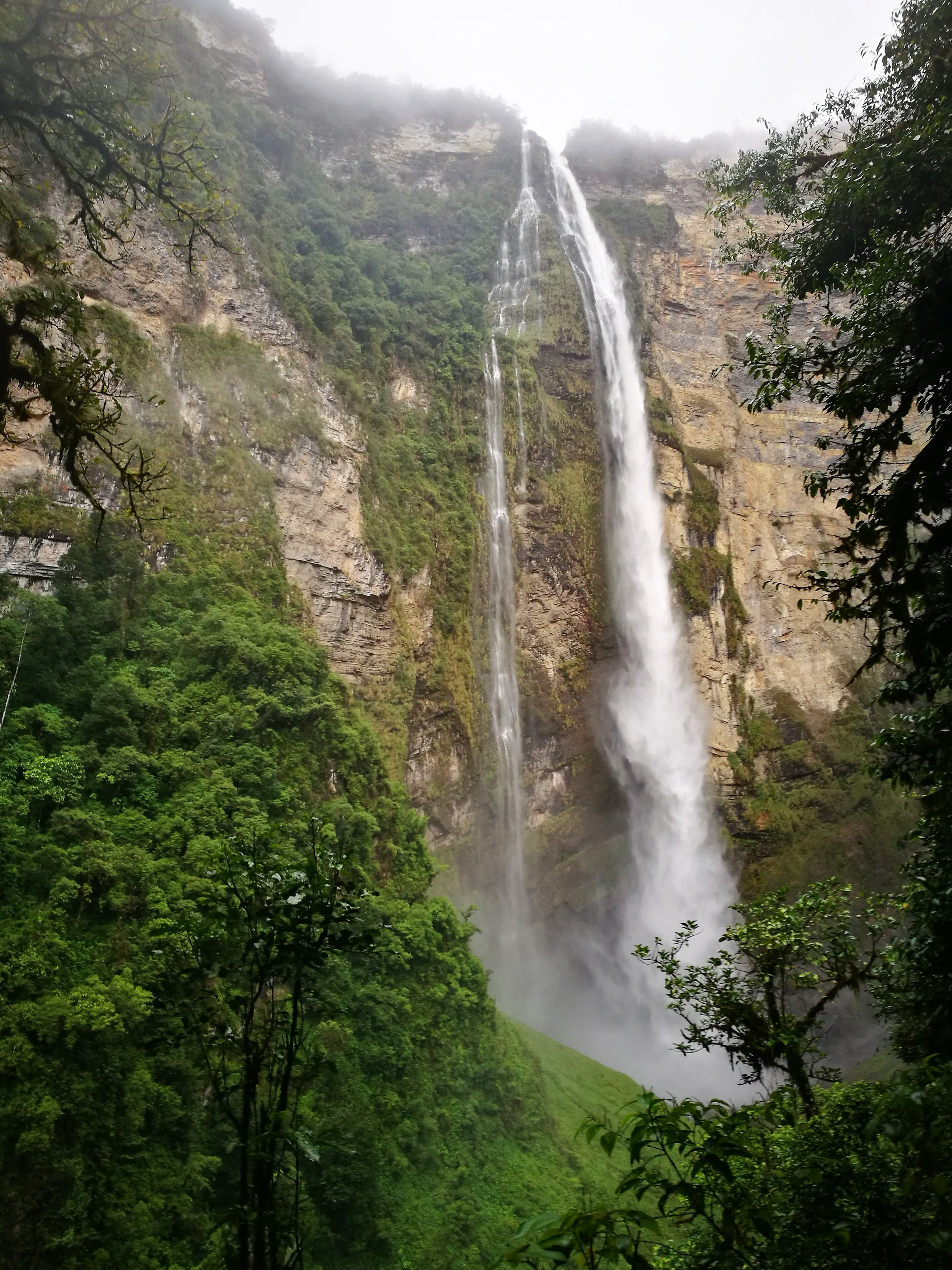
Catarata de Gocta.

- Ríos: Marañón, Chinchipe, Utcubamba, Chiriaco o Imaza, Silaco, Nieva, Jumete o Vilaya, Cenepa y Santiago.
- Lagunas: Laguna de los Cóndores (Chachapoyas-Leymebamba), Laguna del Porvenir (Bagua - Aramango), Laguna de Chonza (Bagua - Copallín), Pomacochas (Bongará) a más de 2000 m s. n. m.

### Relieve
Su relieve es muy accidentado, abarca regiones interandina y selvática. En él, destaca la Cordillera del Cóndor, entre la frontera Perú-Ecuador, la Cordillera Central andina, que da origen a la cuenca hidrográfica del Río Marañón, En la parte norte se desplaza hacia el este, en terreno llano, y pequeños accidentes topográficos. Hacia el sur, su relieve es accidentado y con mayores alturas.
Cuenta con los siguientes accidentes geográficos:
- Abras:

1. Barro Negro[9] (3 680 m s. n. m.) en Distrito de Leimebamba, provincia de Chachapoyas. Parte de la ruta PE-08B
2. Minas (3 506 m s. n. m.) en la provincia de Luya
3. Yumal (3 345 m s. n. m.) en la provincia de Luya
4. Miguel Pardo (2 930 m s. n. m.) en Bongará y Rioja;
5. Chanchilla (2 212 m s. n. m.) en provincia de Chachapoyas;
6. Campanquiz (1 200 m s. n. m.) en provincia de Condorcanqui

- Pongos:

1. Dorpin (600 m s. n. m.)
2. Manseriche (500 m s. n. m.)
3. Rentema (500 m s. n. m.) en Bagua;
4. Huaracayo (450 m s. n. m.)
5. Umari (450 m s. n. m.) en Condorcanqui
6. Cumbinama o Sasa (450 m s. n. m.)
7. Escurrebraga (400 m s. n. m.).

### Ubicación

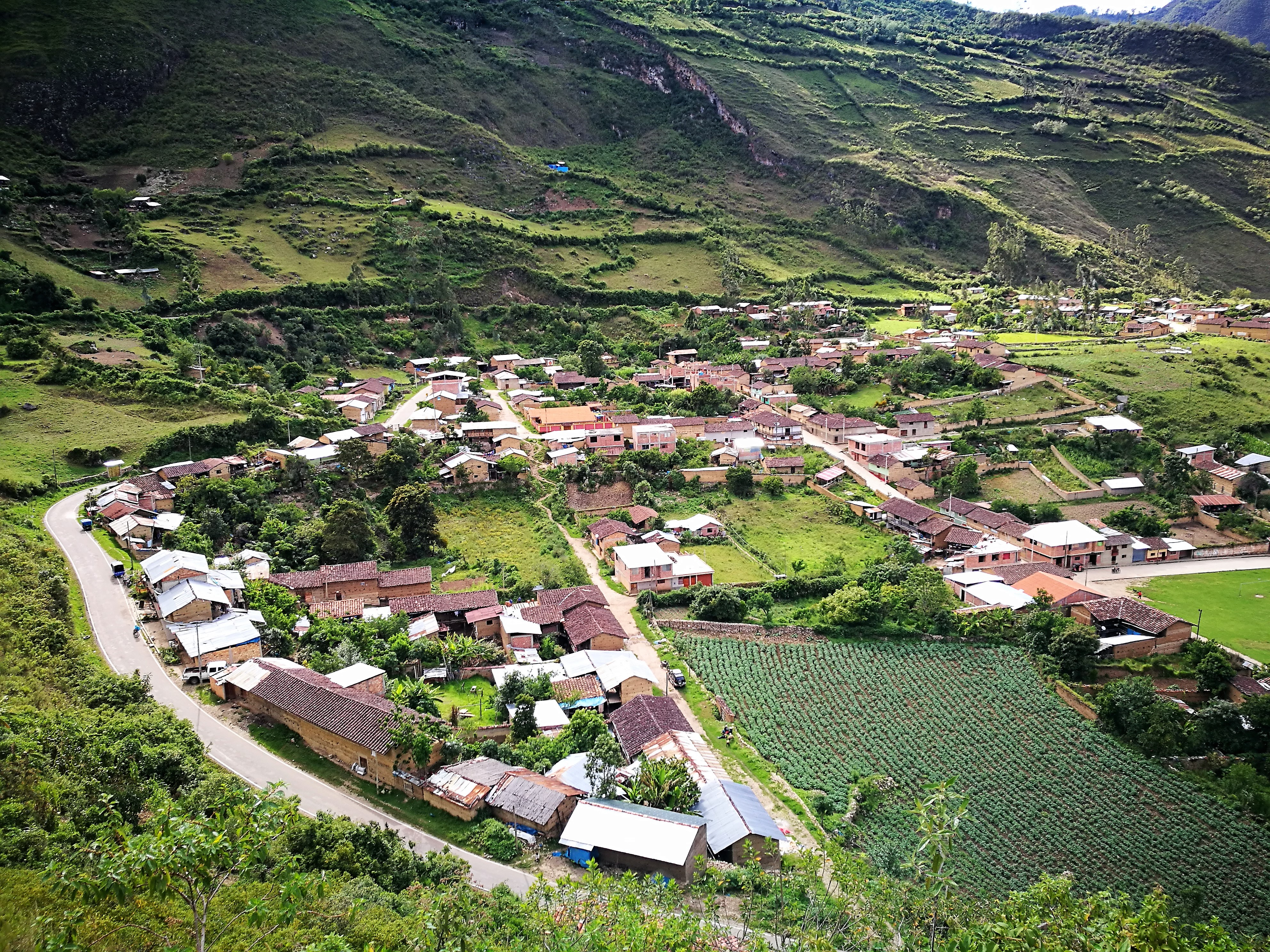
Leimebamba.

Está situada en el nororiente del país, posee parte de sierra y de selva. Limita al norte con las Provincias de Morona Santiago y Zamora Chinchipe en Ecuador; al este con Loreto; al sudeste con San Martín; al sur con La Libertad; y al oeste con Cajamarca. Su relieve andino está formado por la llamada Cordillera del Cóndor (oriental de la cordillera de los Andes).
Su superficie de 39.249 km², es similar a la de Suiza. Sus coordenadas son 2°59′ de latitud sur y se encuentra entre los meridianos 77°9′ y 78°42′ de longitud oeste.

### Clima
Varía desde 40 °C al norte hasta 2 °C en las cordilleras del sur. El promedio de temperatura es de 25 °C. En la selva amazónica la temperatura es alta.

### Flora y fauna

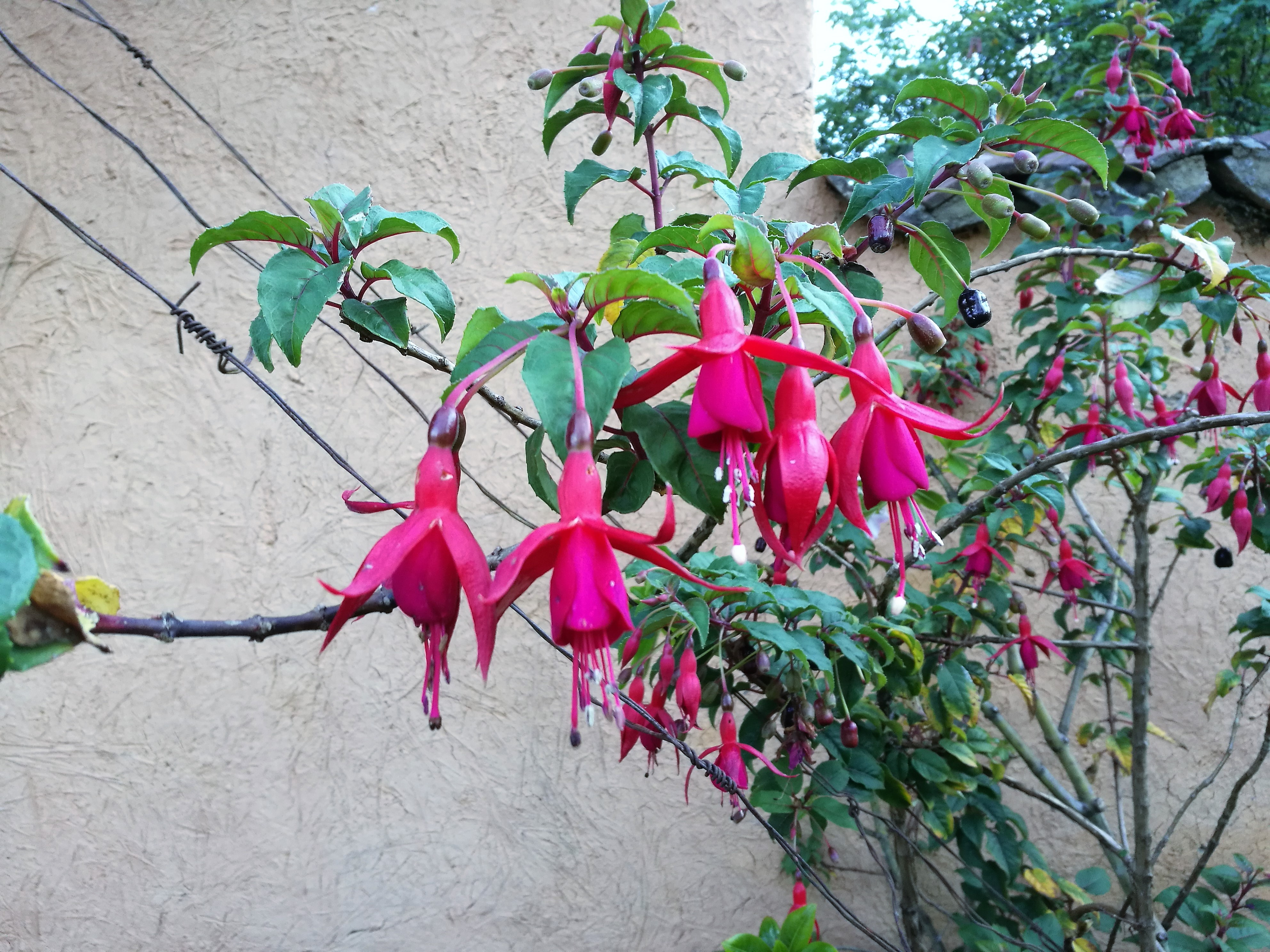
Flores en Leimebamba.

El departamento es hábitat de aves endémicas como el Colibrí maravilloso o cola espátula (Loddigesia mirabilis, Marvelous spatuletail) o Lechucita bigotona
(Xenoglaux loweryi, Long-whikered owlet).
Fauna
- Mamíferos: oso hormiguero, pumita cazador, venado, huangana, sajino, canchul, cashapicuro, carachupa, chosca, ronsoco, majaz, monos, roedores.
- Peces: zungaro, gamitana, boquichico, doncella, plateado, cashca, trucha, carpas, bagres.
- Ofidios: Macanche, Colambo, Uyure, Cascabel, Shushupi, Otorongomacha, Curumamán.

Flora
- Árboles Maderables: caoba, cedro, chonta, poma, árbol de sangre, palo de cruz, cocobolo, quinilla, asarquiro, quilloscapi, quillocisa, chilca brava, yngaina.
- Plantas Medicinales: copaibo, sachindaso, hoje, caña agria, quinaquina, zarzaparrilla, alolva, piñón, ancusacha, bolsamullaca, chinchirilla, atapí, ojo de vaca.

En la era Mesozoica los territorios del bajo Utcubamba fueron hábitat del saurópodo Titanosaurio y el temible terópodo Carnotaurus sastrei. Las osamentas fósiles fueron recolectadas tanto en el pongo de Rentema (Bagua) y Quebrada Seca (Utcubamba); actualmente estos fósiles y modelos a escala natural se encuentran en exposición en el Museo de Historia Natural "Javier Prado" de Lima.

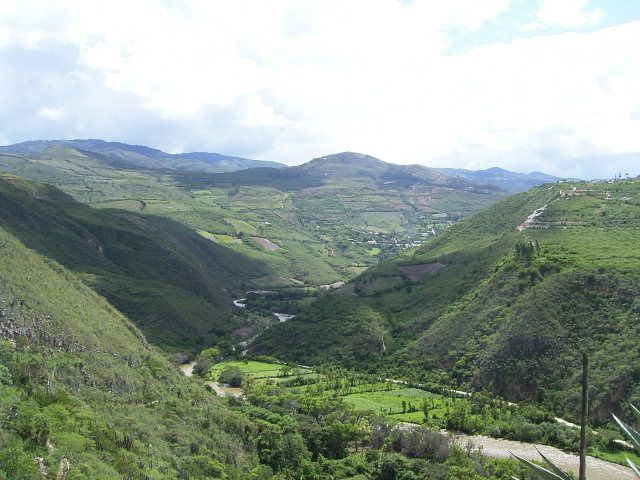
Río Utcubamba.

La megafauna está representado por el Baguatherium que vivió hace 31 millones de años en el bajo Utcubamba (poblado de Huarangopampa, distrito de El Milagro). Tuvo características similares a los rinocerontes y las sachavacas; midió casi tres metros de longitud y pesó aproximadamente 2,5 t. Los estudios señalan que probablemente este mamífero se alimentaba de plantas que crecían en las riberas de un mar ubicado en lo que ahora es la amazonía. Las investigaciones llegaron a estas conclusiones luego de analizar un maxilar, dientes aislados y un fémur de este animal encontrado en la zona.

## División administrativa

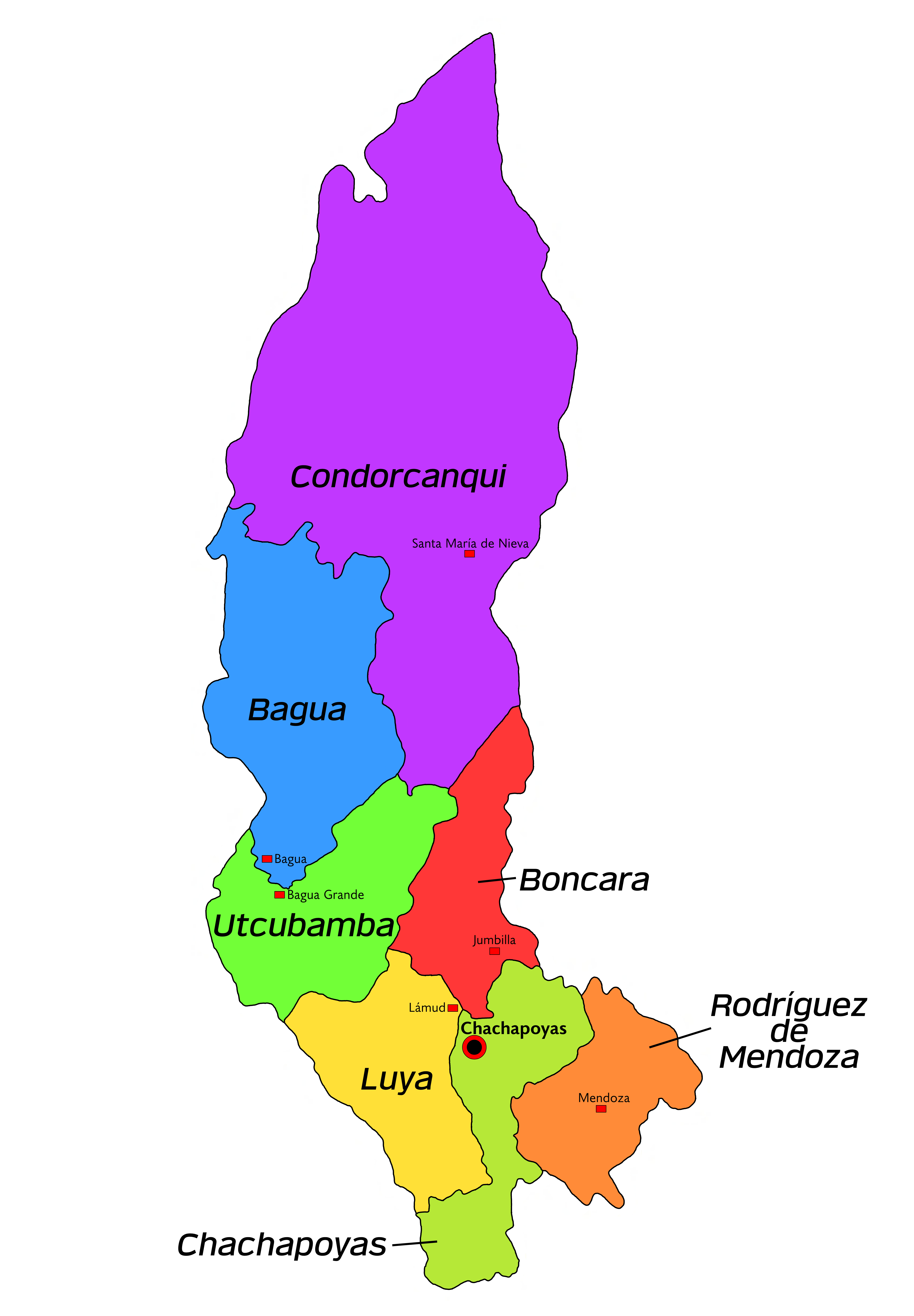
División Política de Amazonas.

La Región Amazonas se divide en 7 provincias:
| Provincias de Amazonas | Provincias de Amazonas | Provincias de Amazonas | Provincias de Amazonas | Provincias de Amazonas | Provincias de Amazonas | Provincias de Amazonas | Provincias de Amazonas |
| Ubigeo                 | Provincia              | Superficie (km²)       | Población 2015         | Densidad (/km²)        | Capital                | Altitud m s. n. m.     | Distritos              |
| ---------------------- | ---------------------- | ---------------------- | ---------------------- | ---------------------- | ---------------------- | ---------------------- | ---------------------- |
| 0101                   | Chachapoyas            | 3 312,37               | 55 201                 | 15,00                  | Chachapoyas            | 2 339                  | 21                     |
| 0102                   | Bagua                  | 5 652,72               | 76 921                 | 12,69                  | Bagua                  | 421                    | 6                      |
| 0103                   | Bongará                | 2 869,65               | 33 920                 | 9,57                   | Jumbilla               | 1 991                  | 12                     |
| 0104                   | Condorcanqui           | 17 975,39              | 54 949                 | 2,41                   | Santa María de Nieva   | 222                    | 3                      |
| 0105                   | Luya                   | 3 236,68               | 51 849                 | 14,93                  | Lámud                  | 2 307                  | 23                     |
| 0106                   | Rodríguez de Mendoza   | 2 359,39               | 31 192                 | 11,18                  | Mendoza                | 1 584                  | 12                     |
| 0107                   | Utcubamba              | 3 842,93               | 118 597                | 28,37                  | Bagua Grande           | 446                    | 7                      |

### Distritos
La Región Amazonas se divide en 84 Distritos

### Autoridades

#### Regionales
La Región Amazonas tiene un gobierno regional propio además de constituir un distrito electoral que elige cinco congresistas.
- 2019 - 2022[11]
  - Gobernador Regional: Oscar Altamirano Quispe, del movimiento regional Fuerza Amazonense.
  - Vicegobernador Regional: Milecio Vallejos Bravo, del movimiento regional Fuerza Amazonense.
  - Consejeros:

  1. Chachapoyas: Mario Yldefonso Torrejón Arellanos (Movimiento Independiente Surge Amazonas)
  2. Bagua:
    - Milagritos Liliana Zurita Mejía (Movimiento Regional Fuerza Amazonense)
    - Teodoro Luis Delgado Cubas (Sentimiento Amazonense Regional)

  3. Bongará: Jorge Luis Yomona Hidalgo (Movimiento Regional Fuerza Amazonense)
  4. Condorcanqui:
    - Dinenson Petsa Ijisan (Sentimiento Amazonense Regional)
    - Leandro Calvo Nantip (Movimiento Político Regional Energía Comunal Amazónica)

  5. Luya: Segundo Macario Bravo Zorrilla (Movimiento Independiente Surge Amazonas)
  6. Rodríguez de Mendoza: Perpetuo Santillán Tuesta (Movimiento Regional Fuerza Amazonense)
  7. Utcubamba: Merly Enith Mego Torres (Movimiento Regional Amazonense Unidos al Campo)

#### Policiales
Coronel PNP Ángel Luis Granados Ríos

#### Religiosas
De la religión católica:
- Mons. Emiliano Antonio Cisneros Martínez, OAR (Obispo de Chachapoyas).

## Demografía
Su población asciende a 417.508 habitantes (una densidad demográfica aproximada de 10 hab/km²), de los cuales 203.158 son hombres y 195.424 mujeres.

## Transporte

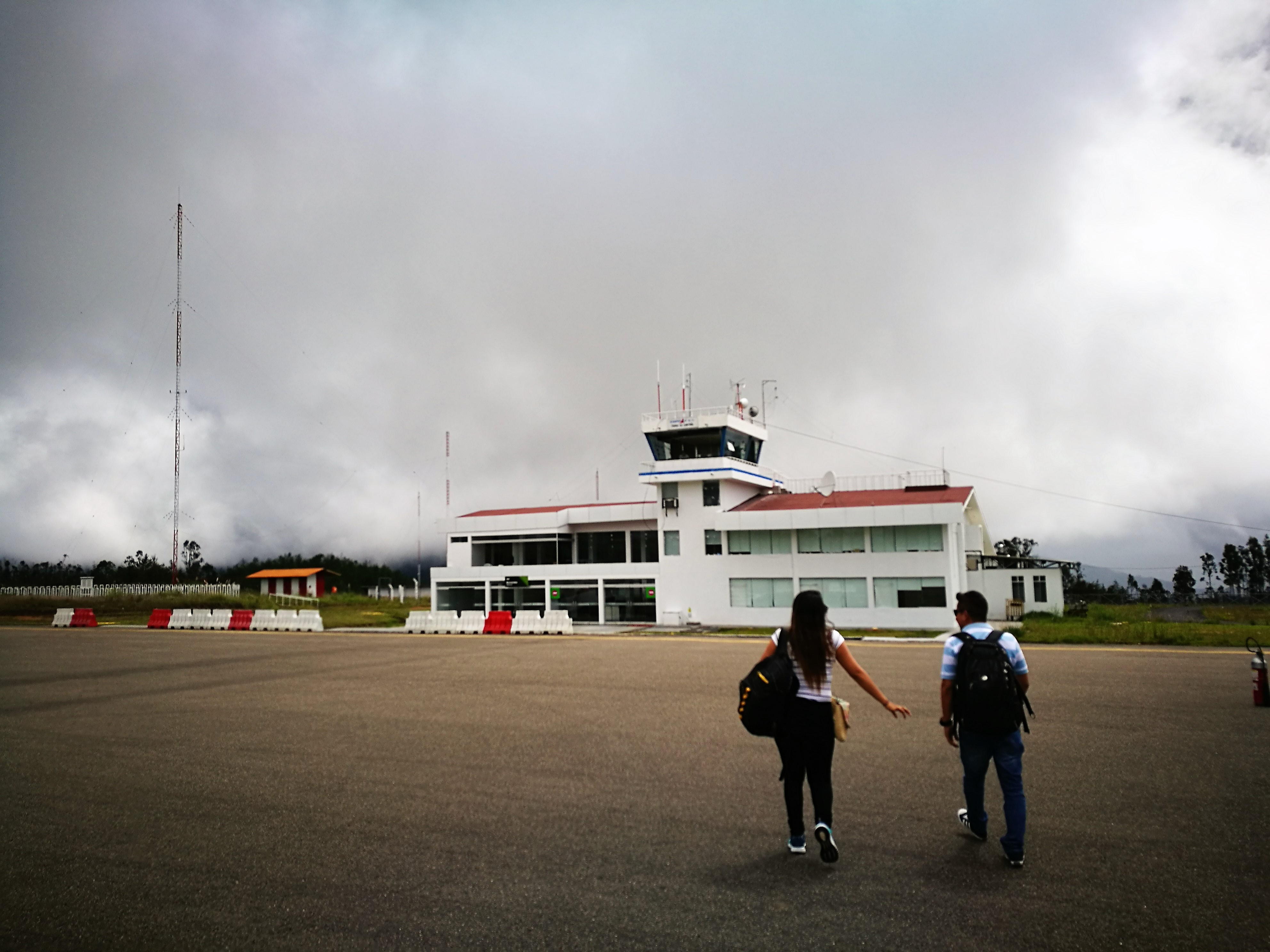
Aeropuerto de Chachapoyas.

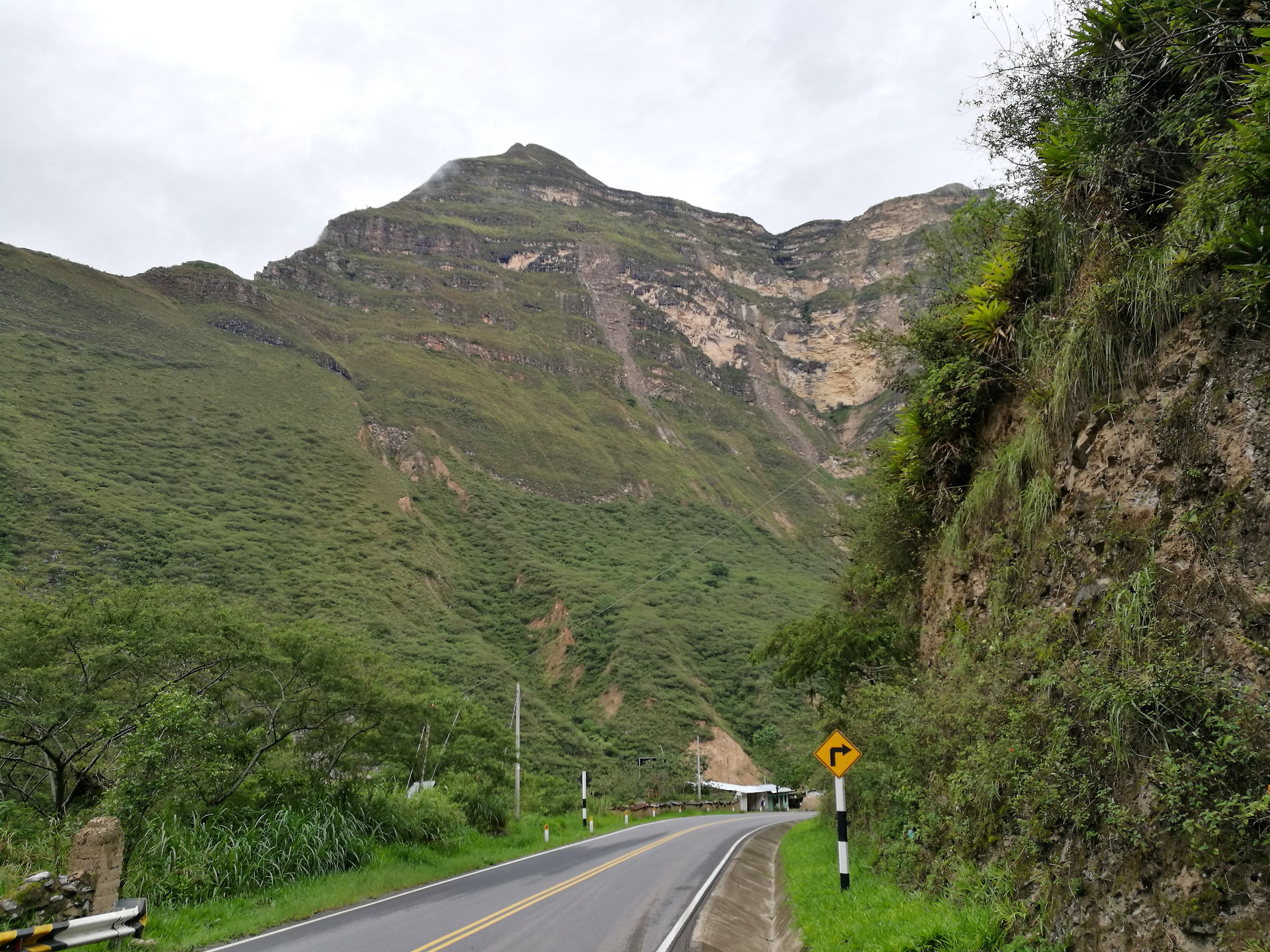
Carretera en la región Amazonas.

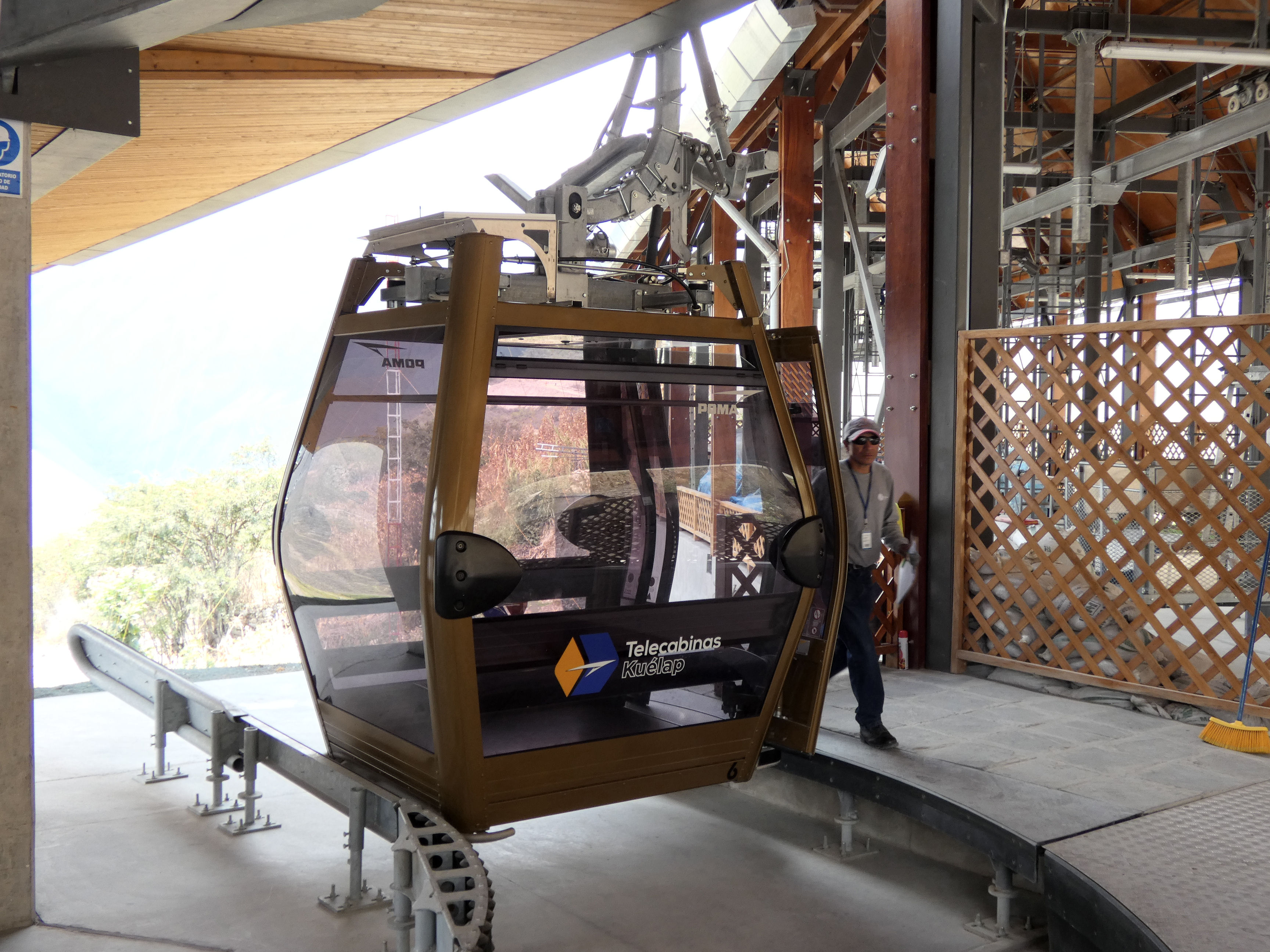
Teleférico de Kuélap.

El transporte predominante es por rutas terrestres, tales como carreteras asfaltadas, carreteras afirmadas o trochas carrozables. A continuación, se enumeran algunas rutas que se pueden realizar desde la capital del país:
- Ruta 1: Por la carretera Panamericana Norte de Lima hasta Chiclayo; de allí, a Olmos-Jaén-Bagua Grande-Pedro Ruiz Gallo-Chachapoyas.

- Ruta 2:  Por la carretera Panamericana Norte de Lima hasta Pacasmayo. Luego, Tembladera-San Pablo-Cajamarca-Celendín-Balsas. A partir de Balsas, existen dos rutas: una a Chachapoyas y Bagua y otra a Mendoza.

- Ruta 3: Por la carretera Central de Lima hasta La Oroya. De allí, sigue hacia Junín-Cerro de Pasco-Huánuco-Tingo María-Tocache-Juanjuí-Bellavista-Tarapoto-Moyobamba-Rioja-Pedro Ruiz Gallo.

Entre los puertos fluviales, destacan Rentema (provincia de Bagua), Nazareth (Bagua), Choros (provincia de Utcubamba) y Galilea (provincia de Condorcanqui).

## Cultura

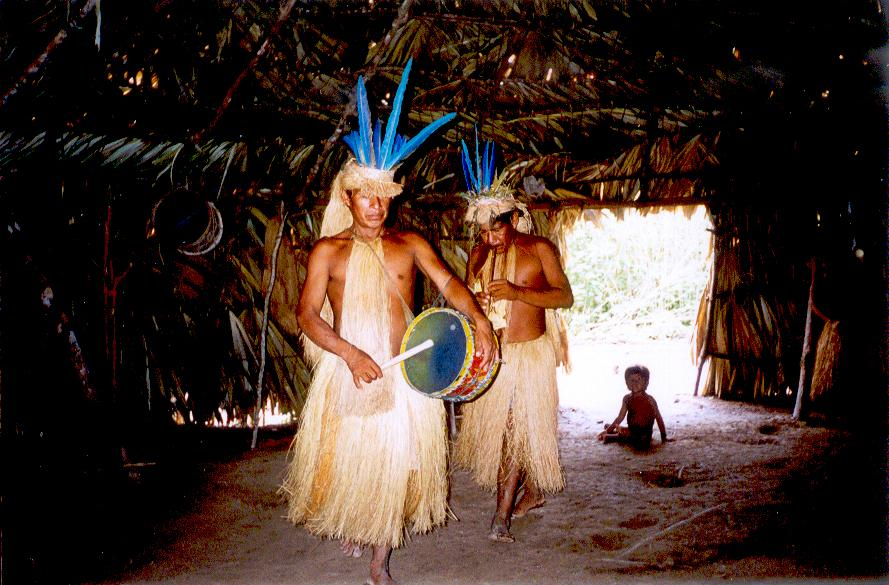
Nativos yagua.

El folclore del departamento de Amazonas se ve aquí la profusión de danzas, cantares y vestimentas que hay en otros departamentos por ejemplo, Puno o Cuzco. Su folclore se nutre más bien de leyendas, historias y relatos en los que siempre está presente el misterio y lo inexplicable.  Pueblos, lagunas, cerros, imágenes, tienen siempre un origen que contraviene de manera invariable las reglas de la lógica o de la biología.

### Danzas
Algunas de las danzas más representativas de la Región de Amazonas son:
- La Chumaichada
- Huanca (baile)
- Los Danzantes de Levanto
- Carnaval Chachapoyas
- El Brazo

### Festividades
- Fiesta patronal de Santiago Apóstol provincia de Utcubamba (del 23 de julio al 31 de mayo)
- Carnavales En Amazonas en la provincia de Chachapoyas (24 de marzo)
- Semana Turística de Los Chachapoyas en la provincia de Chachapoyas (1 de junio)
- Fiesta Patronal Virgen Asunta, provincia de Chachapoyas en el distrito Chachapoyas(15 de agosto)
- Fiesta Patronal del Señor de Gualamita, provincia de Luya en el distrito Lamúd (1 de septiembre)
- Fiesta Patronal de San Nicolás, provincia de Rodríguez De Mendoza en el distrito San Nicolás (7 de septiembre)
- Fiesta Patronal de Virgen de Sonche
- Fiesta Patronal de Virgen de Levanto
- Los Pastorcillos de Navidad

## Economía

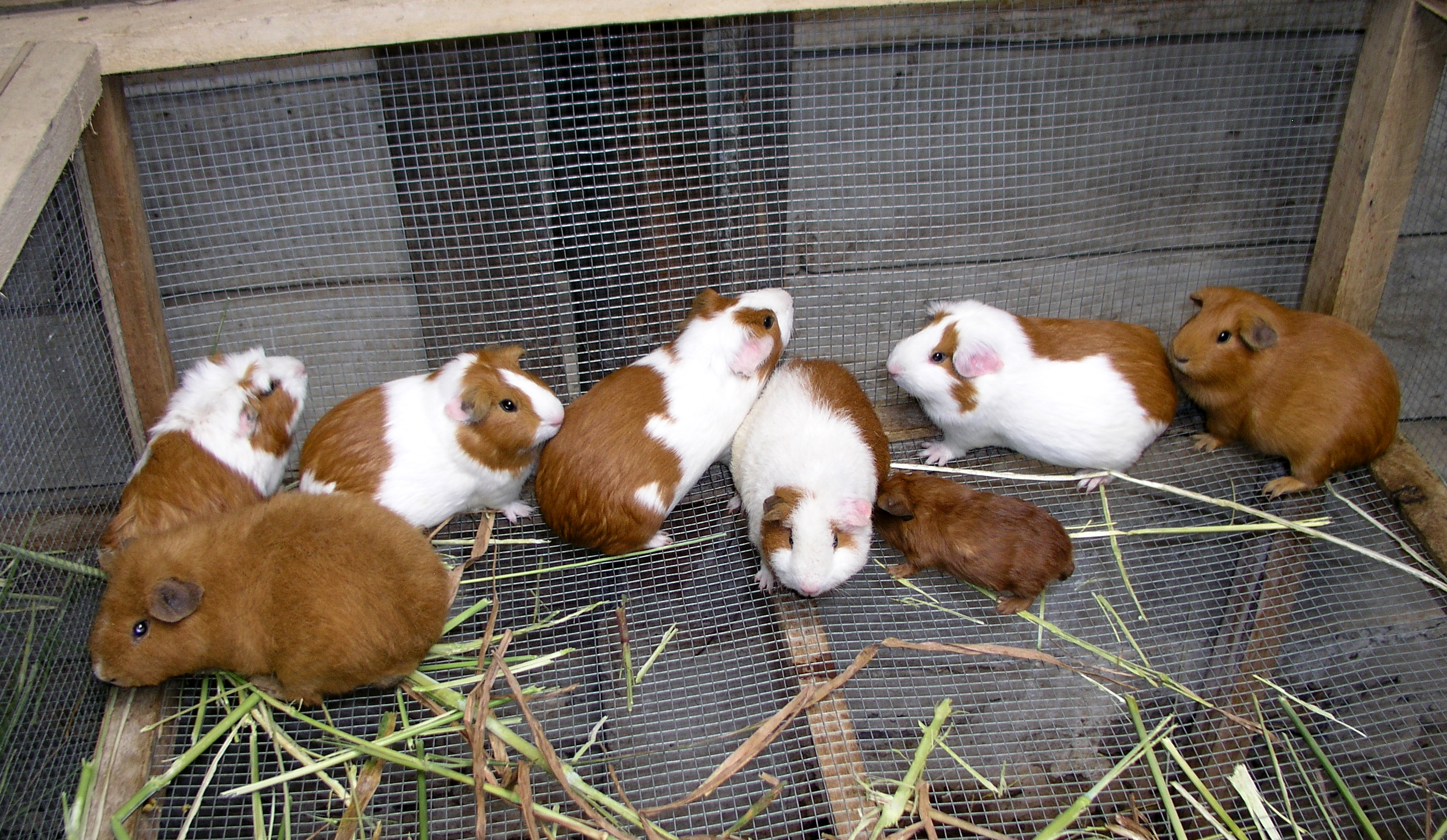
Cría de cuyes en Jamalca en la provincia de Utcubamba.

Amazonas es una región de enorme potencial agropecuario. Su economía depende de la agricultura y ganadería. En Bagua, la agricultura está muy desarrollada en el caso de los sembríos de arroz. Es notoria su producción de papa, maíz, café y caña de azúcar y el consumo de pescado.

## Atractivos turísticos

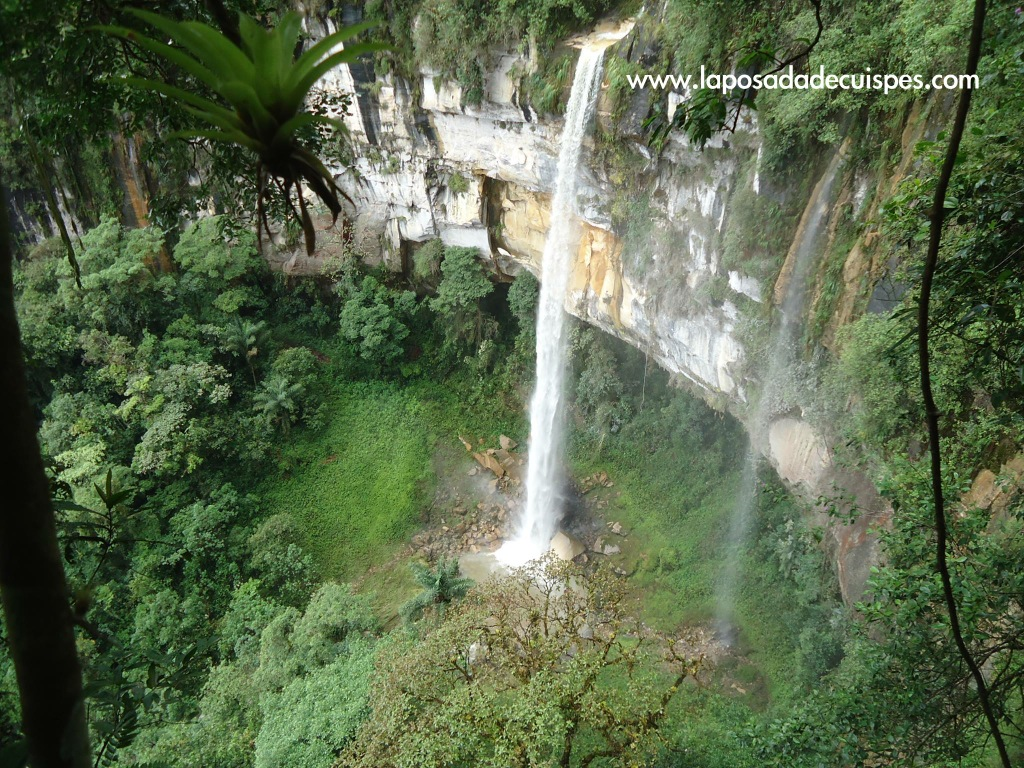
Cascada Yumbilla.

### Arqueológicos

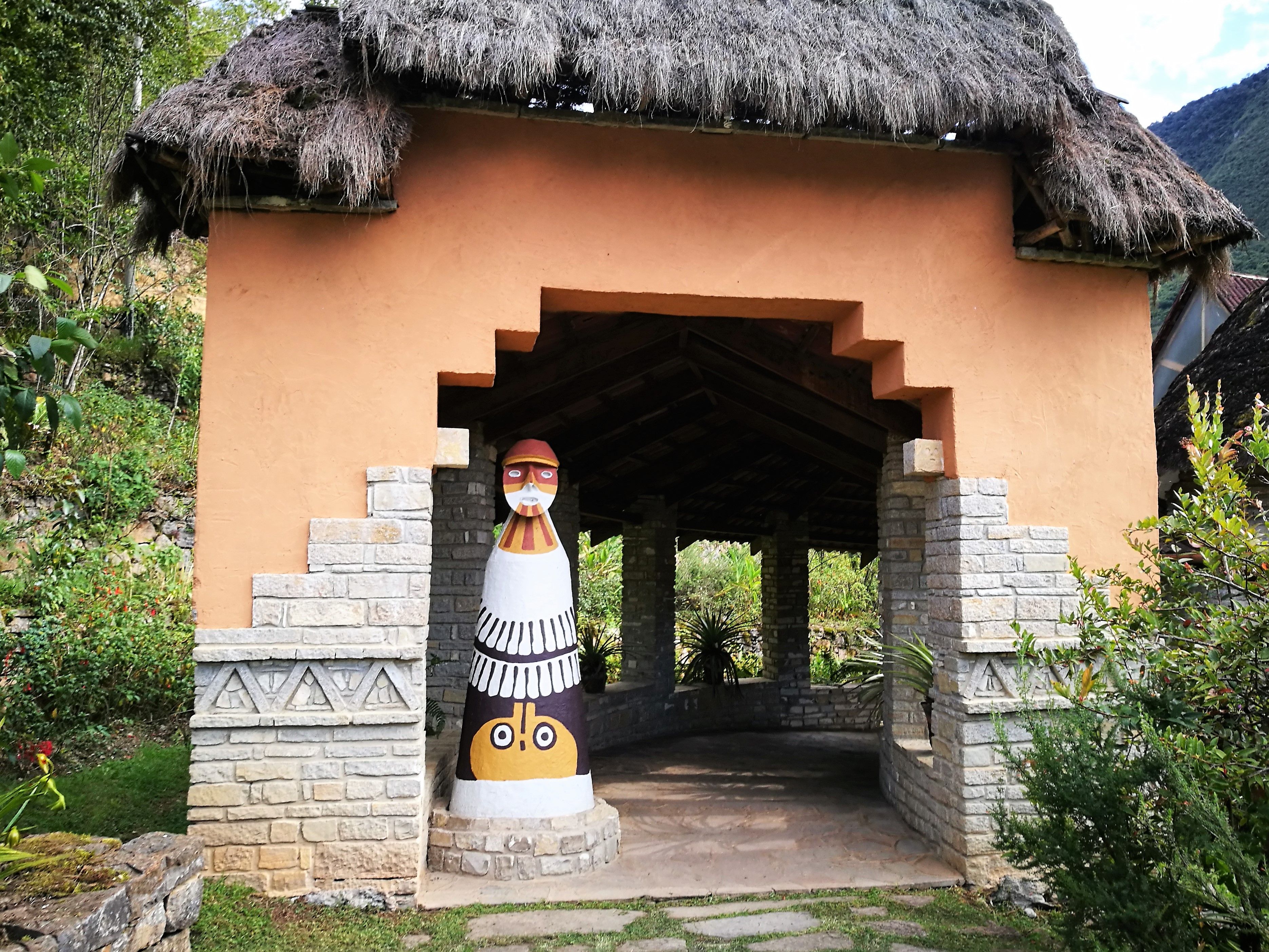
Museo de Leimebamba.

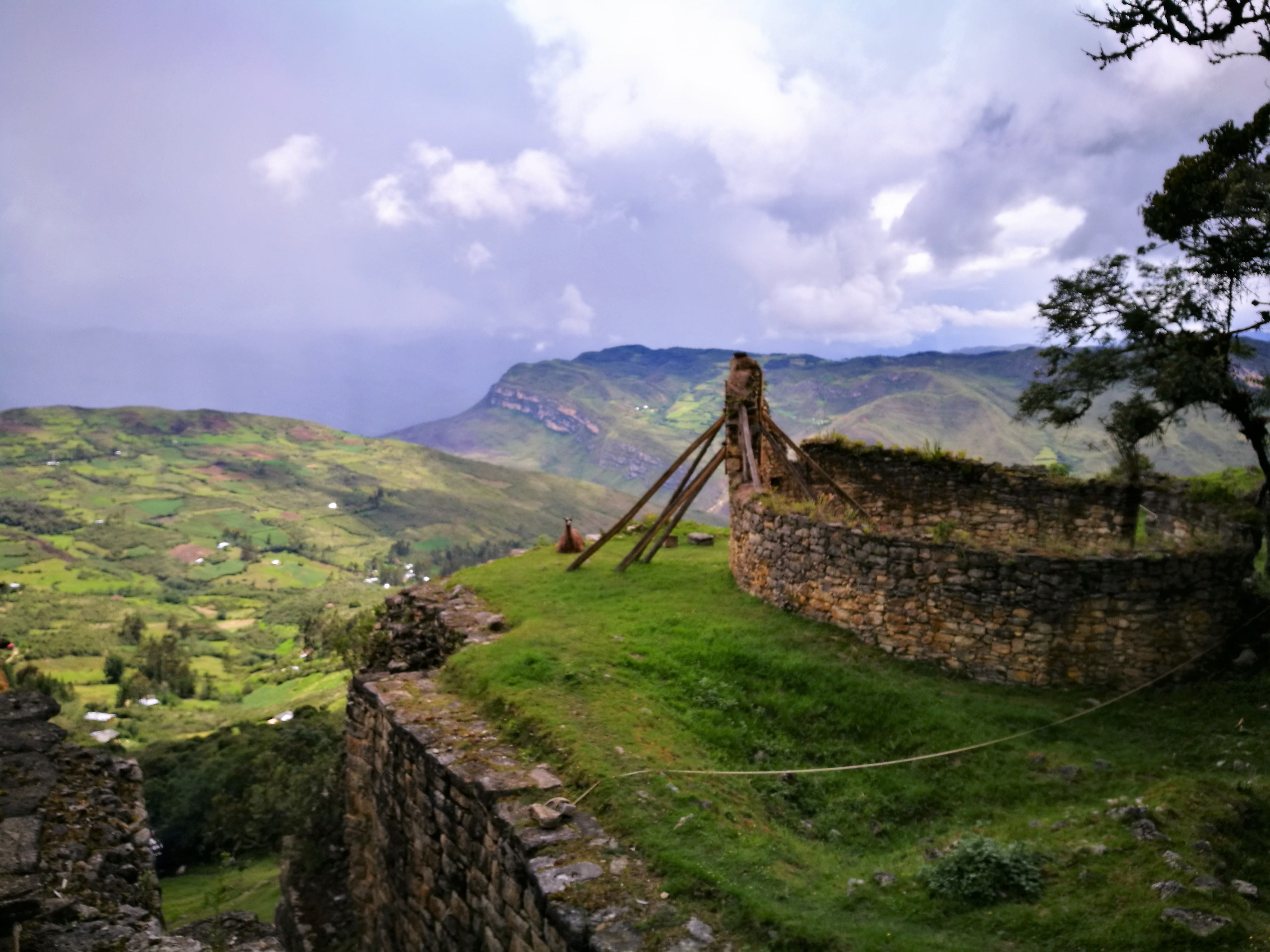
Kuélap.

- Kuélap: (Kuelap-Luya) Restos Arqueológicos bien conservados encima del Valle del Río Utcubamba, el lugar más interesante del departamento de Amazonas. Para más información mira Kuélap. Ubicado 3 072 m s. n. m., en el sudoeste de Chachapoyas, sobre el fondo de una quebrada cortada a pico por dos de sus lados. Se estima que tiene tres veces el volumen de la pirámide de Keops (Egipto), que fue abandonada antes de la conquista y que estuvo habitada por cerca de 2 000 personas.

- Sarcófagos de Carajía perteneciente a la cultura Chachapoyas, son sarcófagos de 2.5 m de alto sobre la Laguna de los Cóndores.

- Mausoleos de Revash (distrito de Santo Tomás (Luya)), perteneciente a la cultura Chachapoyas, son cuevas usadas de sepulcros. A 20 min desde Hierba Buena.[12]

- Museo Leymebamba (Leymebamba-Chachapoyas): El museo, inaugurado en 2000, alberga 219 momias encontradas en la Laguna de los Cóndores.

- Sitio arqueológico de Llactán o Anguyo Alto (La Peca-Bagua): Se encuentra a dos horas del centro poblado del Arrayán. Se trata de una serie de edificaciones sobre la falda de la cordillera central de los Andes, las estructuras son de forma semicircular y posiblemente sirvió de lugar de vigilancia, pues de allí se puede divisar todo el valle del bajo Utcubamba, Marañón y Chinchipe.

- Centro Arqueológico de Kakachaken: Ubicado en el distrito de Quinjalca, a orillas de río Imaza, colindante con el distrito de Olleros, está situado en una encañada hermosa entre árboles y rocas, allí se encontró una cantidad de restos humanos de los antiguos Quinjalcas.[13]

### Naturales
- Catarata Yumbilla (distrito de Cuispes, provincia de Bongara): Con 895.4 metros de altura, es la catarata más alta de la región y una de las más altas del mundo. Se encuentra a 25 minutos de Pedro Ruiz Gallo y a poco más de 1 hora desde la ciudad de Chachapoyas. En la misma montaña y acompañando a la imponente catarata Yumbilla, existen otras dos enormes cataratas: Chinata de 560 metros de altura y Pabellón de 400 metros de altura, todas ellas en un bosque de ceja de selva, en el que se pueden encontrar entre otros, Gallito de las rocas, oso de anteojos, mono choro de cola amarilla, perezosos y colibrí cola de espátula.

- Catarata Gocta (distrito de Valera, provincia de Bongara): Con sus 771 metros de altura, la convierten en la cuarta catarata más alta del mundo, fue difundida públicamente en el 2006 por investigadores alemanes.[14]

- Catarata de Chigliga (distrito de Shipasbamba, provincia de Bongara): 7 cataratas de una altura promedio de 75 metros. Están acompañadas de gran diversidad de flora y fauna como el gallito de las rocas, el colibrí cola de espátula, el oso de anteojos, etc.; además de plantas madereras, como el cedro, la quina, etc.

- Shipasbamba (distrito de Shipasbamba, provincia de Bongara): A 2285 m s. n. m. se encuentran complejos turísticos como la laguna de tabla rumi, las aguas termomedicinales, etc.

- Catarata de Numparket (distrito de Aramango, provincia de Bagua): tiene una caída de 90 metros de altura, sus aguas van a constituir la quebrada de Aramango.

- Cavernas de Cambiopitec (distrito de Copallin, provincia de Bagua): Son dos cavernas que en el periodo Formativo tuvieron ocupación humana. Se encuentran ubicadas en el caserío de Cambiopitec; para arribar hay que trajinar dos horas y media a pie o veinte minutos en vehículo partiendo del pueblo de Copallín. Se han construido escalinatas para el acceso. Todo el año es oportuno para visitas.

- Caverna de Churuyacu (distrito de La Peca, provincia de Bagua): ubicada a una hora del distrito de La Peca, entre invernas y sembríos de café. Su ingreso es accidentado, su interior con grandes y estrechos pasajes, gran cantidad de estalactitas y estalagmitas.

- Pongo de Rentema (distrito de La Peca, provincia de Bagua): es el ingreso del río Marañón en la cordillera central. Se encuentra a solo 14 km de la ciudad de Bagua y a 400  m s. n. m.

- Pongo de Manseriche (distrito de Río Santiago, provincia de Condorcanqui): Es un desfiladero de 12 km de largo por 45 metros de ancho (en su parte más angosta), que concentra las aguas hasta causar un estruendo que se extiende sobre varios kilómetros a la redonda.

- Cañón El Arenal (distrito de La Peca, provincia de Bagua): Corte natural de la cordillera realizada por la quebrada La Peca.

- Laguna de Pomacochas (distrito de Florida, provincia de Bongara): su área es de 3 km. La profundidad de 100 m en la parte más profunda. Está a solo 2 horas de Bagua, Av. Marginal de la selva en camioneta. Es favorable para la natación, pesca y el paseo en bote.

- Laguna El Porvenir (distrito de Aramango, provincia de Bagua): su área es de 1,5 km. La profundidad de 80 m en la parte más profunda. Está a solo 2 horas de Bagua, en camioneta rural. Es favorable para la natación y el paseo en bote.

- Valle de Utcubamba, cuenta con un monumento de piedra de enormes murallas terminado alrededor del siglo XIII.

- Paraíso de las Orquídeas, en la provincia de Bongará, a 40 km de la laguna de Pomacocha, donde se encuentran más de 2500 variedades de esa flor.

- Comunidades nativas (Bagua Y Condorcanqui): Habitan los distritos selváticos de Bagua, Aramango e Imaza. Poseen su propio idioma y una singular artesanía. Son representantes de este grupo humano los awajún y los wampis.

### Monumentos históricos
Tienen la consideración de monumentos históricos del Perú los siguientes bienes (entre paréntesis, la fecha de publicación en el Diario Oficial El Peruano):.
- Iglesia de San Carlos, San Carlos (provincia de Bongará) (26/04/1989)
- Centro histórico de la ciudad de Chachapoyas (provincia de Chachapoyas) (12/11/1988
- Iglesia de Santa Ana de Chachapoyas (provincia de Chachapoyas) (04/04/1990)
- Casa de don Toribio Rodríguez de Mendoza, Chachapoyas (provincia de Chachapoyas) (30/12/1986)
- Pampa de Higos Urco, Chachapoyas (provincia de Chachapoyas) (30/12/1986)
- Plaza Mayor y edificaciones circundantes de La Jalca (provincia de Chachapoyas) (12/11/1988)
- Iglesia y atrio de La Jalca  (provincia de Chachapoyas) (12/11/1988)
- Plaza de Armas de Levanto (provincia de Chachapoyas) (12/11/1988)
- Iglesia y capilla Poza de Levanto (provincia de Chachapoyas) (12/11/1988)
- Casa del cacique de Levanto (provincia de Chachapoyas) (12/11/1988)

## Educación

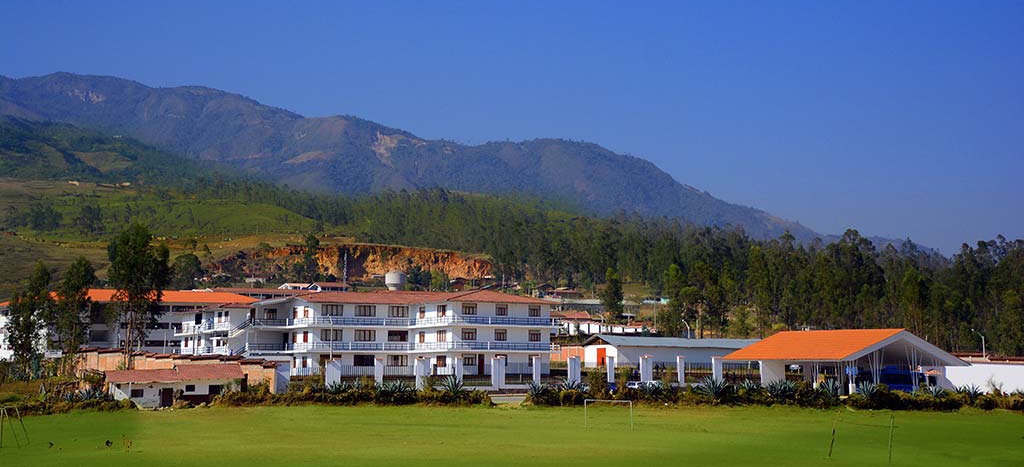
Campus de Universidad Nacional Toribio Rodríguez de Mendoza de Amazonas.

La Región de Amazonas cuenta con un total de 1 530 colegios públicos y privados: 285 de educación inicial, 1 082 de educación primaria y 425 de educación secundaria.
El departamento es sede de la Universidad Nacional Toribio Rodríguez de Mendoza de Amazonas.